# Ralph Orquin
Ralph Orquin (San Antonio, 15 aprile 2003) è un calciatore messicano, difensore del Juárez in prestito dall'América.

## Biografia
È nato negli Stati Uniti, ma si è trasferito in giovane età in Messico.

## Caratteristiche tecniche
Gioca come terzino sinistro.

## Carriera
È cresciuto nel settore giovanile dell'América. L'11 gennaio 2024 è stato ceduto in prestito al Juárez, con cui ha debuttato nel calcio professionistico il 24 marzo nell'incontro di Liga MX vinto 4-3 contro il Puebla.

## Statistiche

### Presenze e reti nei club
Statistiche aggiornate al 4 marzo 2025.
| Stagione        | Squadra         | Campionato      | Campionato | Campionato | Coppe nazionali | Coppe nazionali | Coppe nazionali | Coppe continentali | Coppe continentali | Coppe continentali | Altre coppe | Altre coppe | Altre coppe | Totale | Totale | Totale |
| Stagione        | Squadra         | Comp            | Pres       | Reti       | Comp            | Pres            | Reti            | Comp               | Pres               | Reti               | Comp        | Pres        | Reti        | Pres   | Reti   |        |
| --------------- | --------------- | --------------- | ---------- | ---------- | --------------- | --------------- | --------------- | ------------------ | ------------------ | ------------------ | ----------- | ----------- | ----------- | ------ | ------ | ------ |
| gen.-giu. 2024] | Juárez          | LMX             | 9          | 0          | -               | -               | -               | -                  | -                  | -                  | LC          | 0           | 0           | 9      | 0      |        |
| 2024-2025       | Juárez          | LMX             | 27         | 0          | -               | -               | -               | -                  | -                  | -                  | LC          | 3           | 0           | 30     | 0      |        |
| Totale carriera | Totale carriera | Totale carriera | 36         | 0          |                 | -               | -               |                    | -                  | -                  |             | 3           | 0           | 39     | 0      |        |